# James Whitmore
James Whitmore (White Plains, 1 de outubro de 1921 - Malibu, Califórnia, 6 de fevereiro de 2009) foi um ator norte-americano.

## Filmografia parcial
- Battleground (1949)
- The Asphalt Jungle (1950)
- Above and Beyond (1952)
- Because You're Mine (1952)
- The Girl Who Had Everything (1953)
- All the Brothers Were Valiant (1953)
- Kiss Me Kate (1953)
- Oklahoma! (1955)
- Battle Cry (1955)
- The Eddy Duchin Story (1956)
- Planet of the Apes (1968)
- Guns of the Magnificent Seven (1969)
- Tora! Tora! Tora! (1970)
- Give 'em Hell, Harry! (1975)
- The Serpent's Egg (1977)
- Nuts (1987)
- The Shawshank Redemption (1994)
- The Majestic (2001)
- A Ring of Endless Light (2002)